# Al-butr
Al-butr (en singular en árabe al-abtar) es uno de los dos grupos principales de los pueblos que conforman los bereberes. El otro es el grupo de al-barani.
Su legendario antepasado fue Madghis al-Abtar (mutilado). Eruditos piensan que el nombre significaría "vestidos cortos". El grupo está formado por los lawata, nafusa, nefzawa, banu fatin y miknasa.
Inicialmente vivieron entre el Nilo y el sur de Tunicia, pero en una época temprana, los miknasa, los banu fatin y parte de los lawata se trasladaron hacia el oeste. 
Se ha conservado el nombre de las diferentes tribus, pero el nombre del grupo ha desaparecido.